# Gibbocerambyx aureovittatus
Gibbocerambyx aureovittatus är en skalbaggsart som beskrevs av Maurice Pic 1923. Gibbocerambyx aureovittatus ingår i släktet Gibbocerambyx och familjen långhorningar. Inga underarter finns listade i Catalogue of Life.